# Полярное преобразование кривой

Гипербола — полярное преобразование окружности. И наоборот

Поля́рное преобразова́ние криво́й (нем. Polare, от лат. polus, греч. πόλος — полюс, ось; англ. polar transformation) относительно окружности — преобразование плоскости, отображающее любую кривую плоскости в кривую, которая огибает поляры точек исходной кривой относительно некоторой фиксированной окружности полярного преобразования, центр которой называется полюсом полярного преобразования.
Полярное преобразование кривой есть инволюция, то есть при повторном полярном преобразовании получим снова исходную кривую.
Например, полярное преобразование окружности может быть гиперболой, как показано на рисунке справа.
Подера кривой есть инверсия полярного преобразования кривой. Инверсия кривой есть подера полярного преобразования кривой.

## Уравнение полярно преобразованной кривой
Имеет место следующее утверждение:
в комплексных числах для параметрически заданной кривой {\displaystyle z(t)=(x(t),\;iy(t))}, имеющей производную {\displaystyle z'(t)=(x'(t),\;iy'(t))}, уравнение полярно преобразованной кривой
{\displaystyle Z(t)=(X(t),\;iY(t))}
будут таким:
{\displaystyle Z(t)={\frac {2z'(t)}{{\overline {z(t)}}z'(t)-z(t){\overline {z'(t)}}}}.}
Рассмотрим на исходной кривой две точки {\displaystyle z_{1}(t)} и {\displaystyle z_{2}(t)}. Их поляры соответственно {\displaystyle Z_{1}(t)} и {\displaystyle Z_{2}(t)} пересекаются в точке
{\displaystyle Z(t)={\frac {2(z_{2}(t)-z_{1}(t))}{{\overline {z_{1}(t)}}z_{2}(t)-z_{1}(t){\overline {z_{2}(t)}}}}.}
Пусть точка {\displaystyle z_{2}(t)} стремится к точке {\displaystyle z_{1}(t)}, тогда:
- прямая {\displaystyle z_{1}(t)z_{2}(t)} стремится к своему предельному положению — касательной к исходной кривой {\displaystyle z(t)};
- точка пересечения поляр {\displaystyle Z_{1}(t)} и {\displaystyle Z_{2}(t)} стремится к предельной точке, которая по определению есть точка полярно преобразованной исходной кривой.

Пусть теперь бесконечно малая величина {\displaystyle z_{2}(t)-z_{1}(t)=dz_{1}(t)}, тогда
{\displaystyle {\overline {z_{1}(t)}}z_{2}(t)-z_{1}(t){\overline {z_{2}(t)}}=}
{\displaystyle {}={\overline {z_{1}(t)}}(z_{1}(t)+dz_{1}(t))-z_{1}(t)({\overline {z_{1}(t)}}+d{\overline {z_{1}(t)}})=}
{\displaystyle {}={\overline {z_{1}(t)}}dz_{1}(t)-z_{1}(t)d{\overline {z(t)}}.}
Отсюда получаем уравнение точки полярно преобразованной кривой
{\displaystyle Z(t)={\frac {2dz_{1}(t)}{{\overline {z_{1}(t)}}dz_{1}(t)-z_{1}(t)d{\overline {z(t)}}}}=}
{\displaystyle {}={\frac {2z_{1}'(t)}{{\overline {z_{1}(t)}}z_{1}'(t)-z_{1}(t){\overline {z_{1}'(t)}}}}.}

## Примеры полярно преобразованной кривой

### Полярное преобразование окружности
Полярное преобразование окружности есть коника. Поскольку полярное преобразование кривой есть инволюция, то полярное преобразование коники есть окружность.
Найдём уравнение полярно преобразованной окружности. Уравнение окружности в комплексном параметрическом виде
{\displaystyle z=z_{0}+Re^{it},}
где {\displaystyle z_{0}} — постоянный комплексный центр окружности; {\displaystyle R} — постоянный вещественный радиус окружности; {\displaystyle t} — вещественный параметр. Получаем:
{\displaystyle z'=Rie^{it},}
{\displaystyle {\bar {z}}=z_{0}+Re^{-it},}
{\displaystyle {\bar {z}}'=-Rie^{-it},}
и уравнение полярно преобразованной окружности (относительно единичной окружности полярного преобразования с центром в начале координат)
{\displaystyle Z(t)={\frac {2z'(t)}{{\overline {z(t)}}z'(t)-z(t){\overline {z'(t)}}}}=}
{\displaystyle {}={\frac {2Rie^{it}}{(z_{0}+Re^{-it})Rie^{it}+(z_{0}+Re^{it})Rie^{-it}}}=}
{\displaystyle {}={\frac {2e^{it}}{(z_{0}+Re^{-it})e^{it}+(z_{0}+Re^{it})e^{-it}}}=}
{\displaystyle {}={\frac {2e^{it}}{z_{0}(e^{it}+e^{-it})+2Re^{-it}e^{it}}}=}
{\displaystyle {}={\frac {e^{it}}{z_{0}\cos t+R}}}
есть уравнение коники:.
- гиперболы, если {\displaystyle |z_{0}|>R}, то есть полюс полярного преобразования находится вне исходной окружности;
- параболы, если {\displaystyle |z_{0}|=R}, то есть полюс полярного преобразования лежит на исходной окружности;
- эллипса, если {\displaystyle |z_{0}|<R}, то есть полюс полярного преобразования внутри исходной окружности;
- окружности, если {\displaystyle |z_{0}|=0}, то есть полюс полярного преобразования есть центр исходной окружности.

#### Гипербола — полярное преобразование окружности

Красная гипербола — полярное преобразование чёрной окружности относительно тонкой окружности и наоборот. Зелёная окружность — подера гиперболы относительно центра тонкой окружности. Синяя улитка Паскаля — подера чёрной окружности. Зелёная окружность — инверсия чёрной и наоборот. Гипербола — инверсия улитки Паскаля и наоборот

Полярное преобразование чёрной окружности
{\displaystyle (x-8)^{2}+y^{2}=4}
относительно фиолетовой окружности
{\displaystyle x^{2}+y^{2}=16}
есть красная гипербола
{\displaystyle \left({\frac {15}{8}}\right)^{2}\left(x-{\frac {32}{15}}\right)^{2}-{\frac {15}{64}}y^{2}=1}
с фокусом в начале координат, как показано на рисунке справа вместе с двумя подерными преобразованиями и двумя инверсиями относительно начала координат и фиолетовой окружности, где синяя улитка Паскаля
{\displaystyle \left(x^{2}+y^{2}-8x\right)^{2}=4\left(x^{2}+y^{2}\right)} —
подера чёрной окружности, а зелёная окружность
{\displaystyle \left(x-{\frac {32}{15}}\right)^{2}+y^{2}=\left({\frac {8}{15}}\right)^{2}} —
подера красной гиперболы, причём инверсией получаются друг из друга: чёрная и зелёная окружности; улитка Паскаля и гипербола.
1. Фиолетовая база преобразований.
База преобразований состоит из точки и окружности с центром в этой точке.
- Фиолетовая точка {\displaystyle (0,\,0)} на декартовой координатной плоскости {\displaystyle (x,\,y)} — это:

- начало координат;
- полюс полярного преобразования окружности {\displaystyle x^{2}+y^{2}=16;}
- фокус красной гиперболы;
- полюс двух подерных преобразований;
- полюс двух инверсий.

- Фиолетова тонкая базовая окружность {\displaystyle x^{2}+y^{2}=16} с центром в начале координат {\displaystyle (0,\,0)} и радиусом {\displaystyle 4} — это:

- окружность полярного преобразования;
- окружность двух инверсий.

2. Чёрная исходная окружность полярного преобразования.
Исходная окружность полярного преобразования {\displaystyle (x-8)^{2}+y^{2}=4} показана чёрным цветом и имеет центр {\displaystyle (8,\,0)} и радиус {\displaystyle 2}. На ней отмечены следующие точки.
- Правая крайняя синяя точка {\displaystyle (10,\,0)} окружности — это:

- точка касания вертикальной прямой {\displaystyle x=10};
- неподвижная точка подерного преобразования, переводящего чёрную окружность в синюю улитку Паскаля;
- начало касательных к базовой окружности.

- Левая крайняя синяя точка {\displaystyle (6,\,0)} окружности — это:

- точка касания вертикальной прямой {\displaystyle x=6};
- неподвижная точка подерного преобразования, переводящего чёрную окружность в синюю улитку Паскаля;
- начало касательных к базовой окружности.

- Чёрные точки {\displaystyle \left({\frac {15}{2}},\,{\frac {\sqrt {15}}{2}}\right)} на верхней и нижней полуокружностях — это точки касания прямых, проходящих через начало координат. Эти точки рассчитываются как пересечение касательных и окружности, то есть как совместное решение их уравнений.

3. Красная гипербола.
Прямые, с помощью которых строилась гипербола как полярное преобразование окружности, следующие.
- Две вертикальные прямые {\displaystyle x={\frac {16}{10}}} и {\displaystyle x={\frac {16}{6}}} — это поляры соответственно синих точек {\displaystyle (10,\,0)} и {\displaystyle (6,\,0)}, то есть касательные к двум вершинам ветвей гиперболы. Координаты этих двух зелёных точек получаются из формулы инверсии. Эти две зелёные вершины гиперболы {\displaystyle \left({\frac {8}{5}},\,0\right)} и {\displaystyle \left({\frac {8}{3}},\,0\right)} определяют большую полуось гиперболы {\displaystyle a={\frac {8}{15}}} и центр гиперболы {\displaystyle \left({\frac {32}{15}},\,0\right)}.
- Четыре прямые, используя которые, можно построить поляры, если нет координат, — это касательные прямые {\displaystyle y^{2}-{\frac {4}{21}}\left(x-10\right)^{2}=0} и {\displaystyle y^{2}-{\frac {4}{5}}\left(x-6\right)^{2}=0} к фиолетовой базовой окружности, проведённые из точек соответственно {\displaystyle (10,\,0)} и {\displaystyle (6,\,0)}. Фиолетовые точки касания — это точки пересечения поляр с базовой окружностью. Угловые коэффициенты касательных рассчитываются по прямоугольным треугольникам, у которых один из катетов — это радиус базовой окружности (не нарисованы).
- Две касательные прямые {\displaystyle y^{2}-{\frac {1}{15}}x^{2}=0} к чёрной исходной окружности проведены из начала координат {\displaystyle (0,\,0)}. Их уравнения получаются аналогично тому, как описано выше в предыдущем абзаце. Две асимптоты гиперболы {\displaystyle y^{2}-15\left(x-{\frac {32}{15}}\right)^{2}=0} с угловым коэффициентом {\displaystyle k={\sqrt {15}}} перпендикулярны этим касательным и проходят через центр гиперболы {\displaystyle \left({\frac {32}{15}},\,0\right)}. Уравнение гиперболы с фокусом в начале координат {\displaystyle (0,\,0)} есть {\displaystyle \left({\frac {15}{8}}\right)^{2}\left(x-{\frac {32}{15}}\right)^{2}-{\frac {15}{64}}y^{2}=1}, поскольку сопряжённая полуось гиперболы вычисляется по формуле {\displaystyle b=ak.}

4. Синяя улитка Паскаля.
Уравнение синей улитки Паскаля{\displaystyle \left(x^{2}+y^{2}-8x\right)^{2}=4\left(x^{2}+y^{2}\right),} подеры чёрной исходной окружности, получено из общего уравнения, имеющего двойную точку в начале координат {\displaystyle (0,\,0)} и симметрию относительно оси {\displaystyle x}, подстановкой координат двух синих точек {\displaystyle (10,\,0)} и {\displaystyle (6,\,0)} — неподвижных точек подерного преобразования. Улитка Паскаля проходит также через четыре красные точки пересечения базовой фиолетовой окружности с красной параболой, поскольку улитка Паскаля — инверсия параболы и наоборот, а красные точки — неподвижные точки инверсии.
- На синей улитке Паскаля есть две чёрные точки. По определению подеры, чёрная точка пересечения касательной {\displaystyle y=2} к чёрной базовой окружности и перпендикулярной к ней прямой {\displaystyle x=0}, проходящей через полюс подеры {\displaystyle (0,\,0)}, лежит на улитке Паскаля. Также прямая {\displaystyle y=-x+8+2{\sqrt {2}}}, образующей угол {\displaystyle -{\frac {\pi }{4}}} с горизонтальной осью {\displaystyle x} и касающейся чёрной базовой окружности, пересекается с перпендикулярной к ней прямой {\displaystyle y=x} в чёрной точке на улитке Паскаля.

5. Зелёная окружность.
Зелёная окружность {\displaystyle \left(x-{\frac {32}{15}}\right)^{2}+y^{2}=\left({\frac {8}{15}}\right)^{2}}, как подера красной гиперболы и инверсия чёрной базовой окружности, проходит через две зелёные точки — вершины гиперболы, а также касается касательных прямых к базовой окружности, проходящих через полюс инверсии {\displaystyle (0,\,0)}.

#### Парабола — полярное преобразование окружности

Красная парабола — полярное преобразование чёрной окружности относительно тонкой окружности и наоборот. Зелёная прямая — подера параболы относительно центра тонкой окружности. Синяя кардиоида — подера чёрной окружности. Зелёная прямая — инверсия чёрной окружности и наоборот. Парабола — инверсия кардиоиды и наоборот

Полярное преобразование чёрной окружности
{\displaystyle (x-2)^{2}+y^{2}=4}
относительно фиолетовой окружности
{\displaystyle x^{2}+y^{2}=25}
есть красная парабола
{\displaystyle y^{2}=25\left({\frac {25}{4}}-x\right)}
с фокусом в начале координат, как показано на рисунке справа вместе с двумя подерными преобразованиями и двумя инверсиями относительно начала координат и фиолетовой окружности, где синяя кардиоида
{\displaystyle \left(x^{2}+y^{2}-8x\right)^{2}=4\left(x^{2}+y^{2}\right)} —
подера чёрной окружности, а зелёная вертикальная прямая
{\displaystyle x={\frac {25}{4}}} —
подера параболы, причём инверсией получаются друг из друга: чёрная окружность и зелёная прямая; синяя кардиоида и красная парабола.

#### Эллипс — полярное преобразование окружности

Красный эллипс — полярное преобразование чёрной окружности относительно тонкой окружности и наоборот. Зелёная окружность — подера эллипса относительно центра тонкой окружности. Синяя улитка Паскаля — подера чёрной окружности. Зелёная окружность — инверсия чёрной окружности и наоборот. Эллипс — инверсия улитки Паскаля и наоборот

Полярное преобразование чёрной окружности
{\displaystyle (x-1)^{2}+y^{2}=4}
относительно фиолетовой окружности
{\displaystyle x^{2}+y^{2}=16}
есть красный эллипс
{\displaystyle \left({\frac {3}{32}}\right)^{2}\left(x+{\frac {16}{3}}\right)^{2}+{\frac {3}{16^{2}}}y^{2}=1}
с фокусом в начале координат, как показано на рисунке справа вместе с двумя подерными преобразованиями и двумя инверсиями относительно начала координат и фиолетовой окружности, где синяя улитка Паскаля
{\displaystyle (x^{2}+y^{2}-x)^{2}=4(x^{2}+y^{2})} —
подера чёрной окружности, а зелёная окружность
{\displaystyle \left(x+{\frac {16}{3}}\right)^{2}+y^{2}=\left({\frac {32}{3}}\right)^{2}} —
подера эллипса, причём инверсией получаются друг из друга: чёрная и зелёная окружности; синяя улитка Паскаля и красный эллипс.

## Свойства полярного преобразования кривой

### Полярное преобразование кривой есть инволюция
Имеет место следующее утверждение:
полярное преобразование кривой есть инволюция, то есть при повторении полярного преобразовании кривой получим снова исходную кривую.
Выполним полярное преобразования второй раз, то есть найдём
{\displaystyle z={\frac {2Z'}{{\bar {Z}}Z'-Z{\overline {Z'}}}}.}
Исходя из уравнения полярного преобразования кривой
{\displaystyle Z={\frac {2z'}{{\bar {z}}z'-z{\overline {z'}}}},}
вычислим следующие выражения:
{\displaystyle {\bar {Z}}={\frac {2{\overline {z'}}}{z{\overline {z'}}-{\bar {z}}z'}},}
{\displaystyle Z'={\frac {2z''}{{\bar {z}}z'-z{\overline {z'}}}}-{\frac {2z'({\bar {z}}z''-z{\overline {z''}})}{({\bar {z}}z'-z{\overline {z'}})^{2}}}=}
{\displaystyle {}={\frac {2z''{\bar {z}}z'-2z''z{\overline {z'}}-2z'{\bar {z}}z''+2z'z{\overline {z''}})}{({\bar {z}}z'-z{\overline {z'}})^{2}}}=}
{\displaystyle {}={\frac {2z(z'{\overline {z''}}-z''{\overline {z'}})}{({\bar {z}}z'-z{\overline {z'}})^{2}}},}
{\displaystyle {\overline {Z'}}={\frac {2{\bar {z}}({\overline {z'}}z''-{\overline {z''}}z')}{(z{\overline {z'}}-{\bar {z}}z')^{2}}},}
{\displaystyle {\bar {Z}}Z'={\frac {4{\overline {z'}}z(z'{\overline {z''}}-z''{\overline {z'}})}{-({\bar {z}}z'-z{\overline {z'}})^{3}}},}
{\displaystyle Z{\overline {Z'}}={\frac {4z'{\bar {z}}({\overline {z'}}z''-{\overline {z''}}z')}{({\bar {z}}z'-z{\overline {z'}})^{3}}},}
{\displaystyle {\bar {Z}}Z'-Z{\overline {Z'}}={\frac {4{\overline {z'}}z(z'{\overline {z''}}-z''{\overline {z'}})+4z'{\bar {z}}({\overline {z'}}z''-{\overline {z''}}z')}{-({\bar {z}}z'-z{\overline {z'}})^{3}}}=}
{\displaystyle {}={\frac {4(z'{\overline {z''}}-z''{\overline {z'}})({\overline {z'}}z-z'{\bar {z}})}{-({\bar {z}}z'-z{\overline {z'}})^{3}}}={\frac {4(z'{\overline {z''}}-z''{\overline {z'}})}{({\bar {z}}z'-z{\overline {z'}})^{2}}}.}
{\displaystyle {\frac {2Z'}{{\bar {Z}}Z'-Z{\overline {Z'}}}}={\frac {4z(z'{\overline {z''}}-z''{\overline {z'}})}{({\bar {z}}z'-z{\overline {z'}})^{2}}}{\frac {({\bar {z}}z'-z{\overline {z'}})^{2}}{4(z'{\overline {z''}}-z''{\overline {z'}})}}=z.}

### Полярное преобразование кривой есть инверсия подеры
Сравнивая два комплексных параметрических уравнения кривых, полученных из исходной кривой относительно полюса {\displaystyle \mathbf {z} _{0}=(0,\;0)}:
подеры
{\displaystyle Z(t)={\frac {z(t){\overline {z'(t)}}-{\overline {z(t)}}z'(t)}{2{\overline {z'(t)}}}};}
полярно преобразованной кривой
{\displaystyle Z(t)={\frac {2z'(t)}{{\overline {z(t)}}z'(t)-z(t){\overline {z'(t)}}}},}
получаем, что эти уравнения переводятся друг в друга инверсией {\displaystyle {\frac {1}{\bar {z}}}} относительно общего полюса.
Следовательно, имеют место два инверсно-подерных утверждения (как показано на схеме справа):
- подера кривой есть инверсия полярного преобразования кривой;
- инверсия кривой есть подера полярного преобразования кривой.

Эти утверждения позволяют построить следующую схему (показанную на рисунке справа) преобразований кривых для подеры, инверсии и полярного преобразования кривой, из которой следуют два утверждения:
- исходная кривая и её подера меняются ролями с помощью инверсии. На схеме кривая {\displaystyle C_{2}} и её подера {\displaystyle C_{4}} путём инверсии переходят в подеру {\displaystyle C_{3}} кривой {\displaystyle C_{5}} соответственно;
- исходная кривая и её подера меняются ролями с помощью полярного преобразования кривой. На схеме кривая {\displaystyle C_{1}} и её подера {\displaystyle C_{2}} путём полярного преобразования кривой переходят в подеру {\displaystyle C_{3}} кривой {\displaystyle C_{5}} соответственно.

Примеры преобразования кривых по этой схеме показаны на рисунке в разделе статьи Примеры полярно преобразованной кривой. Например, если {\displaystyle C_{2}} — окружность, то {\displaystyle C_{5}} коника, {\displaystyle C_{3}} — другая окружность или прямая и {\displaystyle C_{4}} — улитка Паскаля.